# Incarracay (Apurímac)
Incarracay o Inka Raqay (del quechua Inca 'Inca' y Raqay 'ruina', "edificio demolido", "edificio sin techo") es un complejo arqueológico en Perú. 
Se encuentra ubicado en el Departamento de Apurímac, provincia de Abancay, Distrito de San Pedro de Cachora. Perteneciente al periodo inca. Inka Raqay está situado a una altitud de 3.590 metros (11.778 pies) sobre la ladera norte del Inka Wasi sur del sitio arqueológico de Choquequirao, por encima del río Apurímac.